# Drypetes standleyi
Drypetes standleyi là một loài thực vật có hoa trong họ Putranjivaceae. Loài này được G.L.Webster mô tả khoa học đầu tiên năm 1977.